# Rebecca Jasontek
Rebecca Jasontek –conocida como Becky Jasontek– (Cincinnati, 26 de febrero de 1975) es una deportista estadounidense que compitió en natación sincronizada.
Participó en los Juegos Olímpicos de Atenas 2004, obteniendo una medalla de bronce en la prueba de equipo. Ganó tres medallas en el Campeonato Mundial de Natación, en los años 1998 y 2003.

## Palmarés internacional
| Juegos Olímpicos   | Juegos Olímpicos   | Juegos Olímpicos  | Juegos Olímpicos  |
| Año                | Lugar              | Medalla           | Prueba            |
| ------------------ | ------------------ | ----------------- | ----------------- |
| 2004               | Atenas (Grecia)    | Medalla de bronce | Equipo            |
| Campeonato Mundial |                    |                   |                   |
| Año                | Lugar              | Medalla           | Prueba            |
| 1998               | Perth (Australia)  | Medalla de bronce | Equipo            |
| 2003               | Barcelona (España) | Medalla de plata  | Combinación libre |
| 2003               | Barcelona (España) | Medalla de bronce | Equipo            |